# 김천시의 마천루 목록
대한민국 경상북도 김천시의 마천루 목록이다. 대한민국의 「초고층 및 지하연계 복합건축물 재난관리에 관한 특별법」에 따르면 '초고층 건축물' 이란 층수가 50층 이상 또는 높이가 200m 이상인 건축물을 말한다.

## 마천루 순위
본 목록은 완공되었거나, 상량식을 끝낸 마천루이다.
| 순위 | 이름                       | 사진 | 위치   | 높이 | 층수 | 완공 연도 | 비고                                 |
| ---- | -------------------------- | ---- | ------ | ---- | ---- | --------- | ------------------------------------ |
| 1    | 한국전력기술 본사 빌딩     |      | 율곡동 | 141m | 28층 | 2015년    | 현재, 김천시에서 가장 높은 마천루다. |
| 2    | 한국도로공사 본사 빌딩     |      | 율곡동 | 115m | 25층 | 2014년    | [ 2 ]                                |
| 3    | 한신휴시티                 |      | 율곡동 | 97m  | 28층 | 2016년    | [ 3 ]                                |
| 4    | 코아루 파크드림시티        |      | 율곡동 | 96m  | 26층 | 2016년    | [ 4 ]                                |
| 5=   | 파크드림시티 써밋 101동    |      | 율곡동 | 84m  | 25층 | 2017년    | [ 5 ]                                |
| 5=   | 파크드림시티 써밋 102동    |      | 율곡동 | 84m  | 25층 | 2017년    | [ 6 ]                                |
| 5=   | 파크드림시티 써밋 103동    |      | 율곡동 | 84m  | 25층 | 2017년    | [ 7 ]                                |
| 8    | 한국교통안전공단 본사 빌딩 |      | 율곡동 | 58m  | 12층 | 2013년    | [ 8 ]                                |
| 9    | 로제니아호텔               |      | 율곡동 | 56m  | 16층 | 2014년    | [ 9 ]                                |
| 10   | 영무 메트로 오피스텔       |      | 율곡동 | 50m  | 15층 | 2015년    | [ 10 ]                               |

## 같이 보기
- 김천시
- 마천루 목록
- 아시아의 마천루 목록
- 대한민국의 마천루 목록